# Xiaotingia
Xiaotingia – rodzaj teropoda z kladu Deinonychosauria. Żył w późnej jurze na terenach współczesnej Azji.

## Historia odkryć
Rodzaj Xiaotingia został opisany w 2011 roku przez Xu Xinga i współpracowników na podstawie połączonego stawowo szkieletu (STM 27-2) nieobejmującego fragmentów miednicy, kończyn tylnych oraz większości kręgów ogonowych. Okaz pochodzi z okolic Linglongta w prowincji Liaoning w północno-wschodnich Chinach. Został wydobyty z osadów formacji Tiaojishan, datowanych na późną jurę, jednak dokładne miejsce jego wydobycia nie jest znane, ponieważ Shandong Tianyu Museum of Nature nabyło go od handlarza skamieniałości. Gatunkiem typowym rodzaju jest Xiaotingia zhengi, którego nazwa honoruje chińskiego paleontologa Zhenga Xiaotinga.

## Budowa

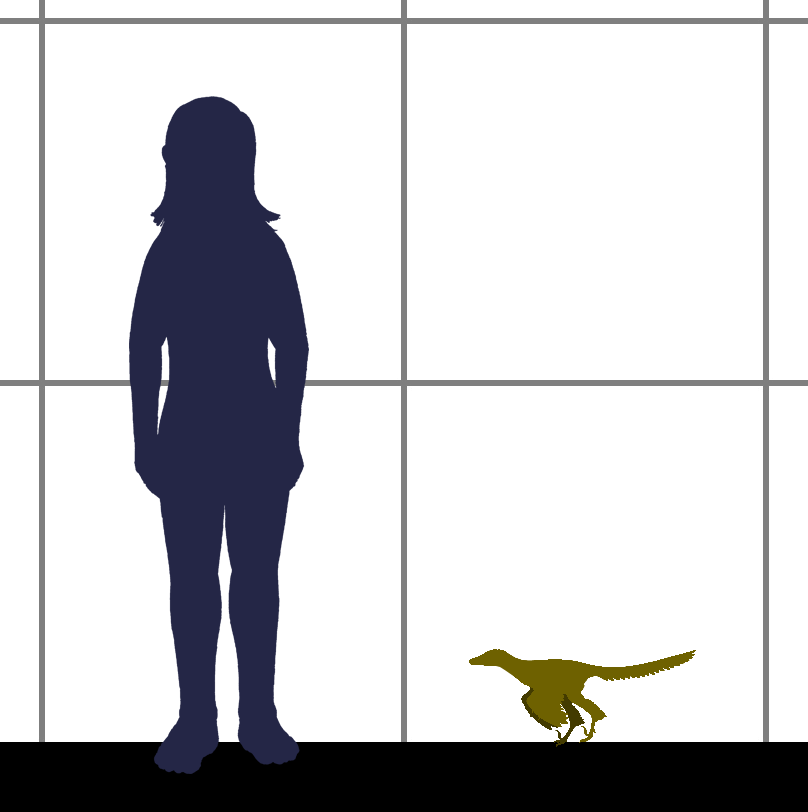
Porównanie rozmiarów człowieka i Xiaotingia zhengi

Xiaotingia osiągała rozmiary typowe dla bazalnych przedstawicieli Paraves – masę holotypu oszacowano na około 820 g. Jego czaszka mierzy nieco ponad 6 cm długości. Szwy neurocentralne na wszystkich widocznych kręgach są zasklepione, całkowicie zrośnięte jest także synsakrum, co sugeruje, że holotyp osiągnął dojrzałość. Czaszka przypomina te występujące u rodzajów Anchiornis, Archaeopteryx oraz deinonychozaurów – ma w przybliżeniu trójkątną boczną płaszczyznę, ze stosunkowo płytkim pyskiem i znacznie szerszą częścią zaoczodołową. Oczodoły są stosunkowo duże. Szacowana liczba zębów w kości zębowej (prawdopodobnie poniżej 10) jest mniejsza niż u deinonychozaurów, lecz większa niż u bazalnych Avialae i owiraptorozaury. Korony zębów są niskie i szerokie. Stosunkowo dłuższa niż u anchiornisa i archeopteryksa kość ramienna jest równie masywna, co kość udowa. Wokół holotypu widoczne są odciski piór – zachowały się jednak zbyt słabo, by zbadać ich budowę.

## Systematyka
Według analizy filogenetycznej przeprowadzonej przez Xu i współpracowników – wykorzystującej metodę największej parsymonii – Xiaotingia należy do kladu Archaeopterygidae, obejmującego również rodzaje Archaeopteryx, Wellnhoferia i Anchiornis, spośród których ostatni jest najbliższym krewnym Xiaotingia. W analizie Archaeopterygidae wraz z dromeozaurami i troodontami należą do grupy Deinonychosauria, a nie Avialae (jak w praktycznie wszystkich wcześniejszych analizach), jednak wsparcie dla takiej hipotezy jest słabe, a usunięcie Xiaotingia z analizy skutkuje pozycją Archaeopterygidae (oprócz anchiornisa) wewnątrz Avialae. Dowodzi to, jak istotne znaczenie dla rozumienia pochodzenia Avialae, a w konsekwencji również ptaków, ma Xiaotingia.
Lee i Worthy na tej samej matrycy danych, co Xu i in., przeprowadzili kolejne analizy filogenetyczne, opierające się z kolei na metodzie największego prawdopodobieństwa i wnioskowania bayesowskiego. Archaeopteryx i Wellnhoferia zajmują w nich pozycję wewnątrz Avialae, a nie Deinonychosauria, natomiast Xiaotingia i Anchiornis tworzą klad u podstawy drzewa filogenetycznego Troodontidae – również ta pozycja jest jednak słabo wspierana. Podobny wynik przyniosła również oparta na innej macierzy danych analiza Turnera i in. (2012); natomiast według analizy Godefroita i współpracowników (2013), opartej na zmodyfikowanej wersji macierzy danych z analizy Xu i współpracowników, Xiaotingia była najbardziej bazalnym znanym przedstawicielem Troodontidae. Z kolei w analizie przeprowadzonej przez Sentera i współpracowników (2012), również opartej na innej macierzy, Xiaotingia należała do Dromaeosauridae, stanowiąc takson siostrzany dla pozostałych przedstawicieli tego kladu. Zdaniem Sentera i współpracowników na wyniki analizy przeprowadzonej przez Xu i współpracowników mogło wpłynąć to, że wykorzystali oni m.in. informacje z macierzy danych z analizy Sentera (2007), nie uwzględniając jednak jej późniejszych aktualizacji. Według analizy Agnolína i Novasa (2013) Xiaotingia nie należała ani do Dromaeosauridae ani do Troodontidae, lecz była taksonem siostrzanym do rodzaju Anchiornis, razem z którym tworzyła klad siostrzany do ptaków (tj. najmniejszego kladu obejmującego rodzaj Archaeopteryx i grupę Neornithes) Także według późniejszej analizy Godefroita i współpracowników (2013), opartej na macierzy uwzględniającej więcej cech i taksonów niż ich wyżej wymieniona analiza, Xiaotingia nie należy do Dromaeosauridae ani Troodontidae lecz jest bazalnym ptakiem; według tej analizy jest ona taksonem siostrzanym do kladu obejmującego wszystkie pozostałe ptaki poza rodzajem Archaeopteryx.